# Хроника Великой Отечественной войны (июнь 1943 года)

## 1 июня1943 года. 710-й день войны
Совинформбюро. В течение 1 июня на Кубани, северо-восточнее Новороссийска, продолжались бои. На других участках фронта существенных изменении не произошло.

## 2 июня1943 года. 711-й день войны
2 июня немецкая авиация совершила один из наиболее крупных налетов на железнодорожный узел Курск. Для нанесения удара враг привлёк около 550 самолётов, из них более 420 бомбардировщиков и около 120 истребителей прикрытия. Дневной налет был усилен действиями ночных бомбардировщиков, которые в ночь на 3 июня совершили до 300 вылетов. К железнодорожному узлу самолёты противника подходили с разных направлений и на различных высотах. Отражали дневной налет врага истребители 16-й и 2-й воздушных армий, 101-й истребительной авиационной дивизии ПВО страны и зенитная артиллерия Курской группы противовоздушной обороны, а также артиллерия Центрального и Воронежского фронтов, при этом было уничтожено 145 самолётов противника. (стр. 398)
Совинформбюро. В течение 2 июня на Кубани, северо-восточнее Новороссийска, продолжались бои.

## 3 июня1943 года. 712-й день войны
Совинформбюро. В течение 3 июня на Кубани, северо-восточнее Новороссийска, продолжались бои.

## 4 июня1943 года. 713-й день войны
Совинформбюро. В течение 4 июня на фронте существенных изменений не произошло.

## 5 июня1943 года. 714-й день войны
Советское правительство выпустило Второй государственный военный заем.
Совинформбюро. В течение 5 июня на фронте существенных изменений не произошло.

## 6 июня1943 года. 715-й день войны
6 июня анализируя обстановку Оперативное управление Генштаба обратило внимание на странное поведение противника. Возникли сомнения относительно дислокации его танковых дивизий. В тот же день за подписью Антонова в штабы фронтов разослали телеграмму следующего содержания: «Сейчас нам чрезвычайно важно знать, остаётся ли группировка танковых соединений противника прежняя или она изменена. Поэтому поставьте задачу всем видам разведки определить местонахождение танковых дивизий противника». По истечении пяти суток штабы сообщили — на фронте все по-прежнему, группировка танков врага не изменилась.(стр. 132)
Совинформбюро. В течение 6 июня на фронте существенных изменений не произошло.

## 7 июня1943 года. 716-й день войны
Северо-Кавказский фронт. До 7 июня на земле и в воздухе продолжались упорные бои. Но все попытки прорвать оборону противника северо-восточнее Новороссийска не имели успеха. Вступивший в командование фронтом генерал-полковник И. Е. Петров решил прекратить эти безрезультатные атаки, закрепиться на достигнутых рубежах и подготовиться к решающим боям по прорыву Голубой линии врага и уничтожению его на Таманском полуострове. Ставка утвердила это решение и приказала:
«Впредь до особых указаний Ставки от активных наступательных действий на участках 37, 56 и 18 армий следует воздержаться. На всем фронте перейти к прочной обороне на занимаемых рубежах, пополнить войска, привести их в порядок и иметь резервы. Разрешается вести частные активные действия на отдельных участках, только для улучшения своего оборонительного положения. Особое внимание обратить на безусловное удержание за собой плацдарма в районе Мысхако». Согласно этой директиве войска фронта, закрепившись на достигнутых рубежах, приступили к проведению частных операций.(стр. 341)
Совинформбюро. В течение 7 июня на фронте существенных изменений не произошло.

## 8 июня1943 года. 717-й день войны
Вторая операция Советских Военно-воздушных сил по уничтожению самолётов врага на аэродромах была проведена тремя воздушными армиями (1, 2 и 15-й) и авиацией дальнего действия с 8 по 10 июня. На этот раз советские лётчики обрушились на 28 неприятельских аэродромов, расположенных на центральном участке фронта. Главные усилия были направлены на аэродромы в Сеще, Брянске, Карачеве, Орле и Боровском, с которых авиация врага совершала ночные налеты на важные промышленные объекты Советской страны. Первый массированный удар наносился не утром, как это было в майской операции, а вечером. И всё же достигнуть внезапности не удалось. Наибольшего успеха добились те воздушные армии, которые наносили удары крупными силами.
Через два дня советская авиация вновь нанесла удар по аэродромам Сещи и Брянска. На этот раз в налете на Сещу принимало участие 160, а на брянский аэродром — 113 самолётов 1-й воздушной армии. В результате было сожжено и повреждено на земле 76 и сбито в воздухе 14 немецких самолётов. Не менее успешно действовали соединения и других воздушных армий. Всего во время второй воздушной операции советские лётчики уничтожили 223 немецких самолёта. (стр. 396)
Совинформбюро. В течение 8 июня на фронте существенных изменений не произошло.

## 9 июня1943 года. 718-й день войны
Совинформбюро. В течение 9 июня на фронте существенных изменений не произошло.

## 10 июня1943 года. 719-й день войны
Совинформбюро. В течение 10 июня на фронте существенных изменений не произошло.

## 11 июня1943 года. 720-й день войны
В начале июня правительства Великобритании и США известили Советский Союз о своём решении не создавать второй фронт в Европе в 1943 г. В этом сообщении говорилось, что решено ограничить операции союзных войск до середины 1944 г. Средиземноморским театром военных действий, осуществив в первую очередь высадку в Сицилии.
Глава Советского правительства подчеркнул в письме от 11 июня 1943 г., что отсрочка открытия второго фронта создаёт исключительные трудности для Советского Союза, сражающегося «почти в единоборстве с ещё очень сильным и опасным врагом».
Черчилль 19 июня прислал ответное послание, в котором доказывал, что все его стремления направлены к открытию второго фронта, но создание этого фронта из-за ряда трудностей в 1943 г. невозможно.
24 июня И. В. Сталин направил британскому премьеру новое послание, в котором отмечал, что о трудностях создания второго фронта было известно и тогда, когда правительства США и Англии давали свои торжественные обязательства. С того времени благодаря успехам Красной Армии условия для открытия второго фронта значительно улучшились. Послание заканчивалось следующими словами: «Должен Вам заявить, что дело идёт здесь не просто о разочаровании Советского Правительства, а о сохранении его доверия к союзникам, подвергаемого тяжёлым испытаниям. Нельзя забывать того, что речь идёт о сохранении миллионов жизней в оккупированных районах Западной Европы и России и о сокращении колоссальных жертв советских армий, в сравнении с которыми жертвы англо-американских войск составляют небольшую величину».
 (стр. 498)
Совинформбюро. В течение 11 июня на фронте существенных изменений не произошло.

## 12 июня1943 года. 721-й день войны
Совинформбюро. В течение 12 июня на фронте существенных изменений не произошло.

## 13 июня1943 года. 722-й день войны
Совинформбюро. В течение 13 июня на фронте существенных изменений не произошло.

## 14 июня1943 года. 723-й день войны
Совинформбюро. В течение 14 июня на фронте существенных изменений не произошло.

## 15 июня1943 года. 724-й день войны
Степной военный округ. До 15 июня силами местного населения подготавливался к обороне так называемый государственный рубеж. Он проходил по левому берегу Дона на Воейково, Лебедянь, Задонск, Воронеж, Лиски, Павловск, Богучар. Степной военный округ изучал этот рубеж и готовился занять его при первой необходимости. Производилась также рекогносцировка нашего старого оборонительного рубежа — Ефремов, Борки, Алексеевка, Беловодск, Каменск на Северском Донце. В результате в полосе наиболее вероятного наступления противника общая глубина инженерного оборудования местности достигала 300 километров. На этом пространстве наши стратегические резервы должны были уничтожить врага в случае его прорыва. В то же время Степному округу предписывалось: «Войска, штабы и командиров соединений готовить главным образом к наступательному бою и операции, к прорыву оборонительной полосы противника, а также к производству мощных контратак нашими войсками, к противодействию массированным ударам танков и авиации».(стр. 126)
Совинформбюро. В течение 15 июня на фронте существенных изменений не произошло.

## 16 июня1943 года. 725-й день войны
Операция «Цитадель». Гудериан: «15 июня я снова занимался нашими подопечными детьми „пантерами“, у которых оказались не в порядке боковые зубчатые передачи и выявились недостатки в оптике. На следующий день я высказал Гитлеру свои сомнения относительно целесообразности использования танков „пантера“ на Восточном фронте, так как они не были ещё полностью готовы к их использованию в боях»(стр. 428).
Совинформбюро. В течение 16 июня на фронте существенных изменений не произошло.

## 17 июня1943 года. 726-й день войны
Совинформбюро. В течение 17 июня на фронте существенных изменений не произошло.

## 18 июня1943 года. 727-й день войны
Совинформбюро. В течение 18 июня на фронте существенных изменений не произошло.

## 19 июня1943 года. 728-й день войны
Совинформбюро. В течение 19 июня на фронте существенных изменений не произошло.

## 20 июня1943 года. 729-й день войны
Совинформбюро. В течение 20 июня на фронте существенных изменений не произошло.

## 21 июня1943 года. 730-й день войны
Северо-Кавказский фронт. Военный совет Северо-Кавказского фронта в своём приказе от 21 июня 1943 г. отмечал: «В результате воздушных сражений победа, бесспорно, осталась на нашей стороне. Противник не добился своей цели. Наша авиация не только успешно противодействовала врагу, но одновременно вынудила немцев прекратить воздушные бои и убрать свою авиацию». За весь период боевых действий на Кубани (с 17 апреля по 7 июня) фронтовой авиацией и авиацией Черноморского флота было произведено около 35 тыс. самолёто-вылетов. Противник потерял 1100 боевых самолётов. В боях на кубанском плацдарме, и особенно во время боёв за станицу Крымская, советские лётчики проявили образцы героизма, мужества и отваги. 52 лётчикам было присвоено звание Героя Советского Союза.(стр. 345)
Совинформбюро. ДВА ГОДА ОТЕЧЕСТВЕННОЙ ВОЙНЫ СОВЕТСКОГО СОЮЗА. Прошло два года с того дня, как гитлеровская Германия подло и вероломна напала на нашу Родину. В течение двух лет народы Советского Союза ведут напряжённую борьбу против немецко-фашистских захватчиков. Советский народ и его Красная Армия выдержали суровое испытание в борьбе с сильным и коварным врагом…
В ходе сражений за два года войны Красная Армия нанесла немецко-фашистским войскам огромный урон в живой силе и технике. Насколько серьёзны потери немцев на советско-германском фронте по сравнению с потерями Красной Армии, видно из следующих фактических данных: Германия и её союзники потеряли за два года войны убитыми и пленными 6.400.000 солдат и офицеров, потеряли 56 500 орудий всех калибров, 42.400 танков, 43.000 самолётов. За это же время потери СССР убитыми и пропавшими без вести составляют 4.200.000 человек, 35.000 орудий всех калибров, 30.000 танков, 23.000 самолётов… Таким образом, в результате двух лет войны основательно подорвана военная мощь гитлеровской Германии, а немецко-фашистская армия переживает серьёзный кризис…
В то время как положение гитлеровской Германии резко ухудшилось, военное, политическое и международное положение Советского Союза укрепилось… Красная армия окрепла, а советский тыл прочен и непоколебим… Международное положение нашей Родины нынче прочно, как никогда, и в ходе войны ещё более укрепился боевой союз СССР, Англии и США…
Однако советский народ и Красная Армия не преуменьшают сил врага и трудностей дальнейшей борьбы… Соотношение сил в ходе войны изменилось в нашу пользу и в пользу наших союзников. Но этого недостаточно для победы. Теперь всё зависит от того, как наши союзники используют благоприятную обстановку для создания второго фронта на континенте Европы, ибо без второго фронта невозможна победа над гитлеровской Германией… Упустить создавшиеся благоприятные условия для открытия второго фронта в Европе в 1943 году, опоздать в этом деле — значит нанести серьёзный ущерб нашему общему делу. Откладывание второго фронта в Европе против фашистской Германии привело бы к затягиванию войны, а значит — к колоссальному увеличению жертв. И, наоборот, организация второго фронта в Европе в текущем году привела бы к скорому окончанию войны, — следовательно, колоссальному сокращению жертв на стороне антигитлеровской коалиции.
В течение 21 июня на фронте существенных изменений не произошло.

## 22 июня1943 года. 731-й день войны
Ставка Верховного Главнокомандования. Советское командование обеспокоено отсутствием немецкого наступления. А. М. Василевский: "Особую нетерпеливость начал проявлять командующий Воронежским фронтом Н. Ф. Ватутин. Николай Фёдорович неоднократно ставил передо мной вопрос о необходимости начать самим наступление, чтобы не упустить летнее время. Мои доводы, что переход врага в наступление против нас является вопросом ближайших дней и что наше наступление будет безусловно выгодно лишь противнику, его не убеждали…
Из ежедневных переговоров с Верховным Главнокомандующим я видел, что неспокоен и он. Один раз он сообщил мне, что ему позвонил Ватутин и настаивает, чтобы не позднее первых чисел июля начать наше наступление; далее Сталин сказал, что считает это предложение заслуживающим самого серьёзного внимания; что он приказал Ватутину подготовить и доложить свои соображения по Воронежскому фронту в Ставку…
Я ответил, что указания будут выполнены, и заметил, что для нас было бы гораздо выгоднее, если бы враг предупредил нас своим наступлением, которого, по всем данным, следует ожидать в ближайшее же время… С такими мыслями я и покинул 22 июня Воронежский фронт.(стр. 312)
Москва.В Москве открылась выставка образцов трофейного оружия, захваченного у противника в 1941—43 годах.
22 июня вышло Постановление ЦК КП(б) Белоруссии о мероприятиях по дальнейшему развёртыванию партизанского движения в западных областях Белоруссии.
Берлин. 22 июня, Гитлер издал приказ, в котором требовал не останавливаться ни перед чем для повышения боеспособности армии. «Я предлагаю,— говорилось в приказе,— господам главнокомандующим, командирам корпусов и дивизий в случае необходимости действовать беспощадно и докладывать мне об особых случаях невыполнения задачи, чтобы я мог немедленно принять необходимые меры». (стр. 243)
Совинформбюро. В течение 22 июня на фронте существенных изменений не произошло.

## 23 июня1943 года. 732-й день войны
Ставка Верховного Главнокомандования. Решением Ставки от 23 июня командующим войсками Степного военного округа был назначен генерал-полковник И. С. Конев, с освобождением его от должности командующего Северо-Западным фронтом.
Совинформбюро. В течение 23 июня на фронте существенных изменений не произошло.

## 24 июня1943 года. 733-й день войны
Центральный Комитет КП(б) Белоруссии принял постановление «О разрушении железнодорожных коммуникаций противника методом рельсовой войны», в котором предложен план массового уничтожения рельсов на оккупированной территории, вошедший в историю под названием «Рельсовая война». Предполагалось одновременным массовым ударом привести в негодность сотни тысяч железнодорожных рельсов и тем самым сделать невозможным быстрое восстановление противником железнодорожных путей. «Рельсовая война» должна была сопровождаться крушениями поездов, взрывами мостов и разрушениями станционных сооружений. К проведению этой операции по решению Центрального штаба партизанского движения, помимо белорусских партизан, привлекались ленинградские, калининские, смоленские, орловские и часть украинских партизан.
Совинформбюро. В течение 24 июня на фронте ничего существенного не произошло.

## 25 июня1943 года. 734-й день войны
Совинформбюро. В течение 25 июня на фронте ничего существенного не произошло.

## 26 июня1943 года. 735-й день войны
Совинформбюро. В течение 26 июня на фронте ничего существенного не произошло.

## 27 июня1943 года. 736-й день войны
Совинформбюро. В течение 27 июня на фронте существенных изменений не произошло.

## 28 июня1943 года. 737-й день войны
Северо-Кавказский фронт. (см. карту «Голубая линия» — система обороны на Таманском полуострове (145 КБ)) 28 июня Ставка Верховного Главнокомандования поставила командующему фронтом задачу: «Сосредоточенными ударами главных сил фронта взломать оборону противника на участке Киевское, Молдаванское и, проводя последовательные наступательные операции, иметь конечной целью очищение района Нижней Кубани и Таманского полуострова от противника. Очистить восточный берег р. Курка от противника, прочно закрепить его за собой и не допустить возможного прорыва противника на Анастасиевская. Отрядами 9 армии продолжать активные действия в плавнях. Одновременно войскам 9 армии быть в готовности с развитием успеха 56 армии нанести удар на Варениковская… Для прорыва обороны противника: главный удар нанести в направлении Красный, Гладковская, в обход Киевское с юга и Молдаванское с севера. Ближайшая задача — выход на рубеж Кеслерово, Ново-Михайловский, колхоз им. Сталина, в дальнейшем наступать на Гостагаевская и частью сил на Варениковская с целью содействия 9 армии в овладении этим районом». Для обеспечения наиболее выгодного исходного положения для наступления Ставка приказала за пять дней до начала основной операции провести частную операцию по захвату высоты 114.1 (восточнее Молдаванское).
Однако и эта операция успеха не имела. Тогда Ставка приказала командующему фронтом: «Проводимые Вами действия впредь до особых указаний приостановить, имея целью приведение войск в порядок, пополнение частей и соединений, накапливание материальных ресурсов, повышение боевой подготовки войск, а также непрерывной разведкой противника уточнять его расположения и намерения и готовить войска фронта к продолжению наступления. Одновременно с этим прочно оборонять ныне занимаемые рубежи». С этого периода до сентября войска Северо-Кавказского фронта активных наступательных действий не вели, а готовились к решающим боям на Таманском полуострове. За время наступления Северо-Кавказского фронта в низовьях Кубани советские войска очистили большую территорию Северного Кавказа и нанесли врагу значительные потери.(стр. 342)
Совинформбюро. В течение 28 июня на фронте существенных изменений не произошло.

## 29 июня1943 года. 738-й день войны
Совинформбюро. В течение 29 июня на фронте никаких изменений не произошло.

## 30 июня1943 года. 739-й день войны
Ставка Верховного Главнокомандования. 30 июня И. В. Сталин для координации действий Центрального, Брянского и Западного фронтов оставил Г. К. Жукова на орловском направлении, а на Воронежский фронт направил А. М. Василевского.
Г. К. Жуков: «В эти дни, находясь на Центральном фронте, я вместе с К. К. Рокоссовским работал в войсках 13-й армии, во 2-й танковой армии и резервных корпусах. На участке 13-й армии, где ожидался главный удар противника, была создана исключительно большая плотность артиллерийского огня. В районе Понырей был развернут 4-й артиллерийский корпус резерва Главного Командования, имевший в своём составе 700 орудий и миномётов. Здесь же были расположены все основные силы фронтовых артиллерийских частей и резерва Верховного Главнокомандования. Артиллерийская плотность была доведена до 92 орудий и миномётов на 1 километр фронта». (стр. 149)
Берлин. Общие безвозвратные потери немцев в живой силе за период с 1 июля 1942 г. по 30 июня 1943 г., по данным генерального штаба сухопутных войск Германии, равнялись 1135 тыс. человек.(стр. 11)
Совинформбюро. В течение 30 июня на фронте существенных изменений не произошло.

## Перечень карт
1. Общий ход военных действий во втором периоде Великой Отечественной войны. Ноябрь 1942 г. — декабрь 1943 г. 421 КБ
2. Северо-Кавказская наступательная операция (1 января — 4 февраля 1943 года) 1,29 МБ
3. «Голубая линия» — система обороны на Таманском полуострове (145 КБ)

## Список литературы
1. ↑  Сводки, сообщения Совинформбюро и Приказы Верховного Главнокомандующего Вооружёнными Силами СССР. 1941—1945 гг. Дата обращения: 6 июня 2008. Архивировано 12 августа 2010 года.
2. 1 2 3 4  История Великой Отечественной войны Советского Союза 1941—1945. Том третий. Воениздат. МО СССР М. −1961. Дата обращения: 6 июня 2008. Архивировано 17 мая 2012 года.
3. 1 2  Штеменко С. М. Генеральный штаб в годы войны. — М.: Воениздат, 1989.
4. 1 2 3  Гречко А. А. Битва за Кавказ. — М.: Воениздат, 1967.
5. ↑  Гудериан Г. Воспоминания солдата. — Смоленск.: Русич, 1999
6. ↑  Василевский А. М. Дело всей жизни. — М.: Политиздат, 1978.
7. ↑  Жуков Г К. Воспоминания и размышления. В 2 т. — М.: Олма-Пресс, 2002
8. ↑  Москаленко К. С. На Юго-Западном направлении. 1943—1945. Воспоминания командарма. Книга II. — М.: Наука, 1973.